# Panama-Blindwühle
Die Panama-Blindwühle (Oscaecilia ochrocephala) ist eine recht große grabende Blindwühle.

## Merkmale
Diese Blindwühle wird bis zu 60 cm lang und hat einen schlanken Kopf mit einer keilförmigen Schnauze.

## Vorkommen
Die Panama-Blindwühle lebt nur in Ostpanama und Nordkolumbien und bewohnt die tropischen Wälder dieser Regionen.

## Lebensweise
Diese Oscaecilia-Art verbringt fast ihr ganzes Leben in der feuchten Erde und kommt normalerweise nur dann hervor, wenn sie durch starke Regenfälle herausgeschwemmt wird. Sie gräbt Gänge und frisst Regenwürmer und Insekten, auf die sie stößt.
Ihre Hauptfeinde sind Schlangen, die in ihre Tunnel eindringen, um die Blindwühle zu verspeisen.
Über die Fortpflanzung ist so gut wie nichts bekannt, jedoch gilt es als wahrscheinlich, dass diese Art Eier legt.